# Jussi Veikkanen
Jussi Veikkanen (Riihimäki, 29 de març de 1981) és un ciclista finlandès, professional des del 2002 al 2015, i des del 2005 sempre a les files de l'equip FDJ.
Al seu palmarès destaquen set campionats nacionals de ciclisme en ruta, així com el fet de ser el primer ciclista finlandès en vestir un mallot distintiu del Tour de França. El diumenge 5 de juliol de 2009, en el decurs de la 2a etapa aconseguí el mallot de la muntanya.

## Palmarès
- 2003
  -  Campió de Finlàndia de ciclisme en ruta
- 2004
  - 1r a la Boucle de l'Artois
  - 1r al Gran Premi dels Marbrers
- 2005
  -  Campió de Finlàndia de ciclisme en ruta
- 2006
  -  Campió de Finlàndia de ciclisme en ruta
  - 1r a la Tropicale Amissa Bongo i vencedor d'una etapa
  - Vencedor d'una etapa del Tour de Poitou-Charentes
- 2008
  -  Campió de Finlàndia de ciclisme en ruta
  - Vencedor d'una etapa de la Volta a Alemanya
  - Vencedor d'una etapa de la Ruta del Sud
- 2010
  -  Campió de Finlàndia de ciclisme en ruta
  - Vencedor d'una etapa del Tour del Mediterrani
- 2013
  -  Campió de Finlàndia de ciclisme en ruta
- 2014
  -  Campió de Finlàndia de ciclisme en ruta

### Resultats a la Volta a Espanya
- 2005. Abandona (3a etapa)
- 2007. 135è de la classificació general
- 2013. Abandona (18a etapa)
- 2015. Abandona (11a etapa)

### Resultats al Giro d'Itàlia
- 2006. 70è de la classificació general
- 2007. 44è de la classificació general
- 2008. 50è de la classificació general
- 2011. 120è de la classificació general
- 2012. 146è de la classificació general
- 2014. 109è de la classificació general
- 2015. 147è de la classificació general

### Resultats al Tour de França
- 2009. 108è de la classificació general